# 3473 Sapporo
A 3473 Sapporo (ideiglenes jelöléssel A924 EG) a Naprendszer kisbolygóövében található aszteroida. Karl Wilhelm Reinmuth fedezte fel 1924. március 7-én.